# Apologia
L'apologia (dal greco απολογία, "discorso in difesa di qualcuno o qualcosa") è un discorso teso a difendere se stessi o altre persone, come anche idee e dottrine.

## Origini e descrizione
L'apologia era, in origine, la difesa in sede di processo di una persona accusata, così come riscontrabile dai titoli di molte orazioni greche che ci sono giunte: ad esempio, l'Apologia di Socrate scritta da Platone, o l'Apologia di Socrate di Senofonte.
Nella letteratura latina è famosa l'Apologia di Apuleio, in cui l'autore si difende dall'accusa di stregoneria mossagli dalla famiglia della moglie, ormai defunta.
In tempi più moderni si ricordano le apologie di Annibal Caro e di Lorenzo de' Medici.
In caso di difesa di una dottrina religiosa, si parla di apologetica.
L'apologia di reato, invece, consiste nel diffondere idee sottese ed incitanti alla commissione di reati.